# Контекстная осведомлённость
Конте́кстная осведомлённость (англ. context awareness) — свойство информационных и коммуникационных систем учитывать ситуацию, в которой находятся действующие сущности (например, пользователи или устройства). Под «контекстом» понимается не только местоположение, но и другие параметры, такие как время, выполняемая деятельность или роль пользователя.
Термин появился в области повсеместных вычислений в 1990-е годы и связан с задачей адаптации компьютерных систем к изменениям среды. Первоначально под контекстом чаще всего понимали географическое положение пользователя, но впоследствии исследователи стали рассматривать его как совокупность факторов, включающую идентичность, активность, время и социальное окружение.
В информатике контекстно-осведомлённые системы умеют получать данные о текущей ситуации (например, с помощью датчиков), интерпретировать их и изменять поведение приложений в зависимости от результата. Примером может служить мобильный телефон, который определяет, что пользователь находится на совещании, и автоматически отклоняет неважные звонки.
Контекстная осведомлённость рассматривается как одна из ключевых технологий для интернета вещей, «умных» объектов и систем носимых вычислений. Она применяется при разработке интерфейсов, в системах распределённых вычислений, в бизнес-процессах, здравоохранении, промышленности.